# Campeonato de España de Ciclismo en Ruta 1991
El XC Campeonato de España de Ciclismo en Ruta se disputó en Santander (Cantabria) el 30 de junio de 1991 sobre 249 kilómetros de recorrido. Participaron 166 corredores y 112 terminaron el recorrido.
Por primera vez, se disputaron en una misma Comunidad Autónoma todos los Campeonatos Nacionales, durante la misma semana. El circuito fue diseñado por Enrique Aja, ciclista cántabro. El circuito elegido fue bastante suave, por lo que se preveía una llegada masiva, pese al alto de Maoño, situado a diez kilómetros de meta.
En la parte final de la prueba, Miguel Induráin demarró con fuerza, pero el gran grupo se esforzó en la persecución por lo que la llegada se dilucidó en un apretado sprint. El ganador de la prueba fue Juan Carlos González Salvador, seguido por todos los llegadores del momento: José Luis Rodríguez García, Manuel Jorge Domínguez y Alfonso Gutiérrez.

## Clasificación
| \| 1. \| \| Juan Carlos González Salvador \| Puertas Mavisa \| 6h 13' 07" \| \| 2. \| \| José Luis Rodríguez García \| Seur \| m.t. \| \| 3. \| \| Manuel Jorge Domínguez \| CLAS-Cajastur \| m.t. \| \| 4. \| \| Alfonso Gutiérrez \| ONCE \| m.t. \| \| 5. \| \| Juan José Martínez \| Wigarma \| m.t. \| \| 6. \| \| Casimiro Moreda \| CLAS-Cajastur \| m.t. \| \| 7. \| \| Manuel Martínez Costa \| Lotus \| m.t. \| \| 8. \| \| Aitor Garmendia \| Banesto \| m.t. \| \| 9. \| \| Antonio Miguel Díaz \| Kelme \| m.t. \| \| 10. \| \| Joan Llaneras \| ONCE \| m.t. \| |  |                               |                |            |
| 1. |  | Juan Carlos González Salvador | Puertas Mavisa | 6h 13' 07" |
| 2. |  | José Luis Rodríguez García    | Seur           | m.t.       |
| 3. |  | Manuel Jorge Domínguez        | CLAS-Cajastur  | m.t.       |
| 4. |  | Alfonso Gutiérrez             | ONCE           | m.t.       |
| 5. |  | Juan José Martínez            | Wigarma        | m.t.       |
| 6. |  | Casimiro Moreda               | CLAS-Cajastur  | m.t.       |
| 7. |  | Manuel Martínez Costa         | Lotus          | m.t.       |
| 8. |  | Aitor Garmendia               | Banesto        | m.t.       |
| 9. |  | Antonio Miguel Díaz           | Kelme          | m.t.       |
| 10. |  | Joan Llaneras                 | ONCE           | m.t.       |